# Снесарёв, Владимир Семёнович
Владимир Семёнович Снесарёв (15 июля 1914, Алчевское — 13 августа 1995, Краснодар) — советский лётчик-ас истребительной авиации ВМФ СССР, участник Великой Отечественной войны, Герой Советского Союза (16.05.1944). Полковник (1.04.1959).

## Биография
Родился 15 июля 1914 года в посёлке Алчевское (ныне — город Алчевск в Луганской области Украины). После окончания шести классов школы № 1 Алчевска и школы фабрично-заводского ученичества работал слесарем. Увлекался спортом (лёгкая атлетика), в беге показывал отличные результаты и был чемпионом города. Направлен на работу инструктором физкультуры Ворошиловского металлургического завода. В 1936 году окончил первый курс Московского центрального института физической культуры. 
В 1936—1938 годах проходил службу в Военно-морском флоте СССР. В 1938—1939 годах учился в Высшей школе тренеров по гимнастике. В октябре 1939 года повторно был призван в ВМФ СССР. В июне 1941 года он окончил Военно-морское авиационное училище им. И. В. Сталина в Ейске. 
С августа того же года участвовал в Великой Отечественной войне. Два его родных брата — Виктор и Василий — также были морскими лётчиками-черноморцами и погибли в 1941 году. 
Сержант Владимир Снесарёв с августа 1941 года воевал пилотом в 94-й отдельной авиационной эскадрилье ВВС Черноморского флота. В декабре 1941 года переведён в 32-й истребительный авиационный полк ВВС Черноморского флота, где воевал пилотом, с июля 1942 — командиром звена, с августа 1943 — заместителем командира, а затем и командиром эскадрильи. Приказом наркома ВМФ СССР в мае 1943 года полк получил гвардейское звание и стал именоваться 11-м гвардейским истребительным авиационным полком. Воевал на истребителях И-16, Як-1, Ла-5, ЛаГГ-3, а в начале 1943 года освоил ленд-лизовский истребитель «Аэрокобра».
Участвовал в битве за Кавказ и в защите с воздуха баз Черноморского флота на кавказском побережье Новороссийск и Туапсе. Первую победу одержал 2 июля 1942 года, отражая налёт немецкой авиации на Новороссийск, сбитый им бомбардировщик Ю-88 упал у посёлка Мысхако. К концу лета 1942 года одержал уже 6 личных и 1 групповую победы. Затем участвовал в Новороссийско-Таманской, Керченско-Эльтигенской десантной и Крымской наступательных операциях.
К 12 апреля 1944 года командир эскадрильи 11-го гвардейского истребительного авиаполка 1-й минно-торпедной авиационной дивизии ВВС Черноморского флота гвардии старший лейтенант Владимир Снесарёв совершил 302 боевых вылета, принял участие в 32 воздушных боях, сбив 12 вражеских самолётов лично и ещё 4 — в паре (по данным наградных документов), из их числа подтверждёнными являются 10 личных и 4 групповые победы, последняя была одержана 10 марта 1944 года у мыса Тарханкут.
Указом Президиума Верховного Совета СССР от 16 мая 1944 года за «образцовое выполнение боевых заданий командования на фронте борьбы с немецкими захватчиками и освобождение Крымского полуострова и гор. Севастополя и проявленные при этом отвагу и геройство» гвардии старший лейтенант Владимир Снесарёв был удостоен звания Героя Советского Союза с вручением ордена Ленина и медали «Золотая Звезда» за номером 3801.
В июне 1944 года был переведён заместителем командира и дублёром командира эскадрильи в 43-й истребительный авиационный полк ВВС ВМФ, в ноябре того же года возвращён командиром эскадрильи в 11 ГИАП. Всего к концу войны гвардии капитан В. С. Снесарёв совершил около 350 боевых вылетов, провёл около 40 воздушных боёв, но число его побед не увеличилось (в ряде публикаций в прессе и в Интернете утверждается о 16 личных и 8 групповых победах аса).
После окончания войны продолжил службу в ВМФ СССР. В июле 1945 года его направили в распоряжение командующего ВВС Тихоокеанского флота, но в боевых действиях советско-японской войны в августе 1945 года он не успел принять участия. С декабря 1945 года командовал эскадрильей в 41-м истребительном авиационном полку ВВС ТОФ, с ноября 1946 года служил инспектором по технике пилотирования управления 17-й смешанной авиационной дивизии ВМФ, с ноября 1947 по ноябрь 1951 года — старшим инспектором-лётчиком по технике пилотирования и теории полёта и заместителем командира 7-й истребительной авиационной дивизии ВВС 5-го ВМФ. Затем его направили на учёбу и в 1954 году подполковник Снесарёв окончил Военно-морскую академию им. К. Е. Ворошилова. Продолжал службу на Тихоокеанском флоте: с ноября 1954 года — командир 47-го ИАП, с июня 1955 года — помощник командира по огневой и тактической подготовке 7-й истребительной авиационной дивизии ВВС флота, с декабря 1955 года — начальник воздушно-стрелковой службы ВВС Тихоокеанского флота, с ноября 1956 года — помощник командира по огневой и тактической подготовке и старший штурман-лётчик 15-й истребительной авиационной дивизии. В августе 1958 года переведён на Черноморский флот помощником командира по огневой и тактической подготовке, затем старшим штурманом 4-й истребительной авиационной дивизии ВВС флота. В августе 1960 года полковник В. С. Снесарёв уволен в запас. 
В ВКП(б) вступил в 1949 году.
Проживал в Краснодаре, в 1960—1974 годах работал машинистом береговых насосных станций и слесарем на Краснодарской ТЭЦ. Скончался 13 августа 1995 года, похоронен на Славянском кладбище Краснодара.

## Награды
- Герой Советского Союза (16.05.1944)
- Орден Ленина (16.05.1944)
- Два ордена Красного Знамени (13.08.1942, 22.05.1943)
- Орден Суворова 3-й степени (14.01.1944)
- Орден Отечественной войны 1-й степени (11.03.1985)
- Два ордена Красной Звезды (14.08.1943, 26.02.1953)
- Медаль «За боевые заслуги» (20.06.1949)
- Медаль «За оборону Кавказа»
- Ряд медалей
- Медаль «30 лет Победы над фашистской Германией» (Болгария)
- Почётный гражданин Краснодара (1985)[3][10].

## Память
- Именем В. С. Снесарёва названа улица в Карасунском округе Краснодара.
- Мемориальные доски установлены в Краснодаре на фасаде дома, в котором жил Герой и на здании проходной Краснодарской ТЭЦ ООО «ЛУКОЙЛ-Кубаньэнерго», а также на здании школы в городе Алчевск (Луганская область).
- Имя В. С. Снесарёва увековечено на Аллее Славы в Херсоне и на Мемориале авиаторам-черноморцам в Севастополе.